# لورا ريتشي
لورا ريتشي (بالإنجليزية: Laura Ritchie)‏ هي عازفة تشيلو أمريكية، ولدت في 11 نوفمبر 1973.

## وصلات خارجية
- لورا ريتشي على موقع ميوزك برينز (الإنجليزية)
- لورا ريتشي على موقع ديسكوغز (الإنجليزية)